# Premi e riconoscimenti di Kendrick Lamar
Questa è la lista che riassume i premi ottenuti da Kendrick Lamar, rapper, cantautore e produttore discografico statunitense.

## Premi cinematografici e televisivi
- Premio Oscar
  - 2019 - Candidatura come migliore canzone per All the Stars (Black Panther)[1]
- Golden Globe
  - 2019 - Candidatura come migliore canzone originale per All the Stars (Black Panther)[1]
- Primetime Emmy Awards[2]
  - 2022 - Miglior varietà speciale (diretta) per Super Bowl LVI halftime show

## Premi musicali

### Premi principali
- Premio Pulitzer
  - 2018 - Premio Pulitzer per la musica per DAMN.[3]
- Grammy Award[4]
  - 2014 - Candidatura come miglior artista esordiente[5]
  - 2014 - Candidatura come album dell'anno per Good Kid, M.A.A.D City
  - 2014 - Candidatura come miglior album rap per Good Kid, M.A.A.D City
  - 2014 - Candidatura come miglior interpretazione R&B per How Many Drinks? (con Miguel)
  - 2014 - Candidatura come miglior collaborazione con un artista rap per Now or Never (con Mary J. Blige)
  - 2014 - Candidatura come miglior interpretazione rap per Swimming Pools (Drank)
  - 2014 - Candidatura come miglior canzone rap per Fuckin' Problems (con ASAP Rocky, Drake e 2 Chainz)
  - 2015 - Miglior canzone rap per i[6]
  - 2015 - Miglior interpretazione rap per i
  - 2016 - Miglior album rap per To Pimp a Butterfly[7]
  - 2016 - Miglior video musicale per Bad Blood (con Taylor Swift)
  - 2016 - Miglior interpretazione rap per Alright
  - 2016 - Miglior collaborazione con un artista rap per These Walls (con Bilal, Anna Wise & Thundercat)
  - 2016 - Miglior canzone rap per Alright
  - 2016 - Candidatura come canzone dell'anno per Alright
  - 2016 - Candidatura come miglior video musicale per Alright
  - 2016 - Candidatura come album dell'anno per To Pimp a Butterfly
  - 2016 - Candidatura come miglior canzone rap per All Day (come autore)
  - 2016 - Candidatura come miglior registrazione dance per Never Catch Me (con Flying Lotus)
  - 2016 - Candidatura come miglior performance di un duo o un gruppo per Bad Blood (con Taylor Swift)
  - 2017 - Candidatura come album dell'anno per Lemonade (as featured artist)[8]
  - 2017 - Candidatura come miglior collaborazione con un artista rap per Freedom (con Beyoncé)
  - 2018 - Miglior album rap per Damn[9]
  - 2018 - Miglior interpretazione rap per HUMBLE
  - 2018 - Miglior canzone rap per HUMBLE
  - 2018 - Miglior video musicale  per HUMBLE
  - 2018 - Miglior collaborazione con un artista rap per Loyalty (con Rihanna)
  - 2018 - Candidatura come registrazione dell'anno per HUMBLE
  - 2018 - Candidatura come album dell'anno per Damn
  - 2019 - Miglior interpretazione rap per King's Dead (con Jay Rock, Future e James Blake)[10]
  - 2019 - Candidatura come miglior canzone rap per King's Dead (con Jay Rock, Future e James Blake)
  - 2019 - Candidatura come album dell'anno per Black Panther: The Album
  - 2019 - Candidatura come miglior canzone rap per Win (con Jay Rock)
  - 2019 - Candidatura come registrazione dell'anno per All the Stars (con SZA)[1]
  - 2019 - Candidatura come canzone dell'anno per All the Stars (con SZA)
  - 2019 - Candidatura come miglior collaborazione con un artista rap per All the Stars (con SZA)
  - 2019 - Candidatura come miglior canzone scritta per un film o televisione per All the Stars (con SZA)
  - 2022 - Miglior interpretazione rap per Family Ties
  - 2022 - Candidatura come miglior canzone rap per Family Ties
  - 2023 - Miglior album rap per Mr. Morale & the Big Steppers
  - 2023 - Miglior canzone rap per The Heart Part 5
  - 2023 - Miglior interpretazione rap per The Heart Part 5
  - 2023 - Candidatura come registrazione dell'anno per The Heart Part 5
  - 2023 - Candidatura come canzone dell'anno per The Heart Part 5
  - 2023 - Candidatura come album dell'anno per Mr. Morale & the Big Steppers
  - 2023 - Candidatura come migliore interpretazione rap melodica per Die Hard (con Blxst e Amanda Reifer)
  - 2023 - Candidatura come miglior videoclip per The Heart Part 5
  - 2024 - Candidatura come miglior interpretazione rap per The Hillbillies (con Baby Keem)[11]
  - 2024 - Candidatura come miglior videoclip per Count Me Out
  - 2024 - Candidatura come miglior film musicale per Live From Paris, The Big Steppers Tour
  - 2025 - Registrazione dell'anno per Not like Us[12]
  - 2025 - Canzone dell'anno per Not like Us
  - 2025 - Miglior videoclip per Not like Us
  - 2025 - Migliore interpretazione rap per Not like Us
  - 2025 - Migliore canzone rap per Not like Us
  - 2025 - Candidatura alla migliore interpretazione rap per Like That
  - 2025 - Candidatura alla migliore canzone rap per Like That
- American Music Awards
  - 2013 - Candidatura come miglior album rap/hip hop per Good Kid, M.A.A.D City[13]
  - 2015 - Candidatura come collaborazione dell'anno per Bad Blood (con Taylor Swift)[14]
  - 2017 - Miglior album rap/hip hop per Damn
  - 2017 - Candidatura come collaborazione dell'anno per Don't Wanna Know (con Maroon 5)[15]
  - 2017 - Candidatura come artista dell'anno
  - 2017 - Candidatura come miglior artista rap/hip hop
  - 2017 - Candidatura come miglior canzone rap/hip hop per Humble
  - 2018 - Miglior album rap/hip hop per Black Panther: The Album
  - 2022 - Miglior album hip hop per Mr. Morale & the Big Steppers
  - 2022 - Artista maschile hip hop favorito

### Altri premi
- ARIA Music Awards
  - 2017 - Candidatura come miglior artista internazionale[16]
  - 2017 - Candidatura come canzone dell'anno per The Greatest (con Sia)
- BET Awards
  - 2013 - Miglior nuovo artista[17]
  - 2013 - Miglior artista hip hop maschile
  - 2013 - Miglior collaborazione per Fuckin' Problems (con ASAP Rocky, Drake & 2 Chainz)
  - 2013 - Candidatura come Coca-Cola Viewer's Choice Award per Fuckin' Problems (con ASAP Rocky, Drake & 2 Chainz)
  - 2013 - Candidatura come video dell'anno per Fuckin' Problems (con ASAP Rocky, Drake & 2 Chainz)
  - 2013 - Candidatura come video dell'anno per Poetic Justice (con Drake)
  - 2013 - Candidatura come miglior collaborazione per Poetic Justice (con Drake)
  - 2013 - Candidatura come Coca-Cola Viewer's Choice Award per Swimming Pools (Drank)
  - 2014 - Candidatura come miglior artista hip hop maschile[18]
  - 2015 - Miglior artista hip hop maschile[19]
  - 2015 - Candidatura come Coca-Cola Viewer's Choice Award per I
  - 2016 - Candidatura come video dell'anno per Alright
  - 2016 - Candidatura come miglior artista hip hop maschile
  - 2017 - Miglior artista hip hop maschile[20]
  - 2017 - Candidatura come miglior collaborazione per Freedom (con Beyoncé)
  - 2018 - Miglior artista hip hop maschile[21]
  - 2018 - Album dell'anno per Damn
  - 2018 - Candidatura come miglior collaborazione per Loyalty (con Rihanna)
  - 2018 - Candidatura come video dell'anno per Humble
  - 2018 - Candidatura come Coca-Cola Viewer's Choice Award per Humble
  - 2018 - Candidatura come album dell'anno per Black Panther: The Album
- BET Hip Hop Awards
  - 2011 - Candidatura come Miglior mixtape per Section.80[22]
  - 2012 - Compositore dell'anno[23]
  - 2013 - Compositore dell'anno[24]
  - 2013 - MVP dell'anno
  - 2013 - Album dell'anno per Good Kid, M.A.A.D City
  - 2013 - Best Collabo, Duo or Group per Fuckin' Problems
  - 2013 - Miglior verso in un featuring per Fuckin' Problems
  - 2013 - Candidatura come miglior stile hip hop
  - 2013 - Candidatura come miglior artista dal vivo
  - 2013 - Candidatura come Best Collabo, Duo or Group per Poetic Justice
  - 2013 - Candidatura come miglior video hip hop per Fuckin' Problems
  - 2013 - Candidatura come People's Champ Award per Fuckin' Problems
  - 2013 - Candidatura come People's Champ Award per Bitch, Don't Kill My Vibe
  - 2013 - Candidatura come miglior video hip hop per Bitch, Don't Kill My Vibe
  - 2014 - Miglior verso in un featuring per Control[25]
  - 2014 - Compositore dell'anno
  - 2014 - Candidatura come miglior artista dal vivo
  - 2015 - Compositore dell'anno[26]
  - 2015 - Miglior video hip hop per Alright
  - 2015 - Impact Track per Alright
  - 2015 - Candidatura come miglior artista dal vivo
  - 2015 - Candidatura come MVP dell'anno
  - 2015 - Candidatura come album dell'anno per To Pimp a Butterfly
  - 2015 - Candidatura come People's Champ Award per I
  - 2015 - Candidatura come miglior verso in un featuring per Classic Man (Remix)
  - 2016 - Miglior verso in un featuring per Freedom[27]
  - 2016 - Miglior artista dal vivo
  - 2016 - Compositore dell'anno
  - 2016 - Candidatura come MVP dell'anno
  - 2017 - Miglior performance live[28]
  - 2017 - Compositore dell'anno
  - 2017 - Miglior video hip hop per Humble
  - 2017 - Album dell'anno per Damn
  - 2017 - Candidatura come MVP dell'anno
  - 2017 - Candidatura come Artista hustle dell'anno
  - 2017 - Candidatura come Impact Track per Humble
  - 2017 - Candidatura come Impact Track per DNA
  - 2018 - Compositore dell'anno[29]
  - 2018 - Candidatura come miglior performance live
  - 2018 - Candidatura come artista hustle dell'anno
  - 2018 - Candidatura come miglior video hip hop per Loyalty
  - 2018 - Candidatura come miglior verso in un featuring per New Freezer
- Billboard Music Award
  - 2013 - Candidatura come miglior album rap per Good Kid, M.A.A.D City[30]
  - 2016 - Candidatura come miglior album rap per To Pimp a Butterfly[31]
  - 2018 - Top Streaming Songs Artist[32]
  - 2018 - Miglior artista rap
  - 2018 - Miglior artista rap maschile
  - 2018 - Top Streaming Song (Audio) per Humble
  - 2018 - Top Billboard 200 Album per Damn
  - 2018 - Miglior album rap per Damn
  - 2018 - Candidatura come miglior artista
  - 2018 - Candidatura come miglior artista maschile
  - 2018 - Candidatura come Top Billboard 200 Artist
  - 2018 - Candidatura come Top Hot 100 Artist
  - 2018 - Candidatura come Top Song Sales Artist
  - 2018 - Candidatura come miglior tour rap
  - 2018 - Candidatura come Top Hot 100 Song per Humble
  - 2018 - Candidatura come Miglior canzone rap per Humble
  - 2018 - Candidatura come miglior album venduto per Damn
  - 2018 - Candidatura come miglior colonna sonora per Black Panther: The Album
- BRIT Awards
  - 2016 - Candidatura come miglior artista internazionale solista[33]
  - 2018 - Miglior artista internazionale solista[34]
- Juno Award
  - 2018 - Album internazionale dell'anno per Damn[35]
- MTV Video Music Awards
  - 2013 - Candidatura come miglior video hip hop per Fuckin' Problems (con ASAP Rocky, Drake & 2 Chainz)[36]
  - 2013 - Candidatura come miglior video hip hop per Swimming Pools (Drank)
  - 2013 - Candidatura come miglior video di un artista maschile per Swimming Pools (Drank)
  - 2015 - Miglior regia per Alright[37]
  - 2015 - Video dell'anno per Bad Blood (con Taylor Swift)
  - 2015 - Miglior collaborazione per Bad Blood (con Taylor Swift)
  - 2015 - Miglior fotografia per Never Catch Me (con Flying Lotus)
  - 2015 - Candidatura come video dell'anno per Alright
  - 2015 - Candidatura come miglior video di un artista maschile per Alright
  - 2015 - Candidatura come miglior video hip hop per Alright
  - 2015 - Candidatura come miglior regia per Bad Blood (con Taylor Swift)
  - 2015 - Candidatura come migliori effetti visivi per Bad Blood (con Taylor Swift)
  - 2015 - Candidatura come miglior direzione artistica per Bad Blood (con Taylor Swift)
  - 2015 - Candidatura come miglior sceneggiatura per Bad Blood (con Taylor Swift)
  - 2015 - Candidatura come miglior montaggio per Bad Blood (con Taylor Swift)
  - 2015 - Candidatura come miglior fotografia per Bad Blood (con Taylor Swift)
  - 2016 - Candidatura come miglior collaborazione per Freedom (con Beyoncé)[38]
  - 2017 - Video dell'anno per Humble[39]
  - 2017 - Miglior video hip hop per Humble
  - 2017 - Miglior fotografia per Humble
  - 2017 - Miglior regia per Humble
  - 2017 - Miglior direzione artistica per Humble
  - 2017 - Migliori effetti visivi per Humble
  - 2017 - Candidatura come miglior coreografia per Humble
  - 2017 - Candidatura come artista dell'anno
  - 2018 - Migliori effetti visivi per All the Stars[1][40]
  - 2019 - Candidatura come Miglior montaggio per Tints (con Anderson Paak)[41]
  - 2019 - Candidatura come Miglior sceneggiatura per Tints (con Anderson Paak)
- MTV Europe Music Awards
  - 2015 - Miglior canzone per Bad Blood (con Taylor Swift)[42]
  - 2015 - Candidatura come miglior video per Bad Blood (con Taylor Swift)
  - 2015 - Candidatura come miglior collaborazione per Bad Blood (con Taylor Swift)
  - 2015 - Candidatura come miglior video per Alright
  - 2015 - Candidatura come miglior artista hip hop
  - 2015 - Candidatura come miglior artista statunitense
  - 2017 - Miglior video per Humble[43]
  - 2017 - Candidatura come miglior artista
  - 2017 - Candidatura come miglior artista hip hop
  - 2017 - Candidatura come miglior artista statunitense
- MTV Video Music Awards Japan
  - 2013 - Miglior video hip hop pe Fuckin' Problems (con ASAP Rocky, Drake & 2 Chainz)
  - 2013 - Candidatura come miglior video hip hop per Swimming Pools (Drank)
- People's Choice Awards
  - 2016 - Candidatura come miglior artista hip hop[44]
  - 2016 - Candidatura come miglior canzone per Bad Blood (con Taylor Swift)
  - 2017 - Candidatura come miglior artista hip hop[45]
- Teen Choice Awards
  - 2015 - Choice Music: Break-Up Song per Bad Blood (con Taylor Swift)[46]
  - 2015 - Miglior collaborazione per Bad Blood (con Taylor Swift)
  - 2015 - Candidatura come canzone dell'estate per Bad Blood (con Taylor Swift)
  - 2017 - Candidatura come miglior artista hip hop[47]
  - 2017 - Candidatura come miglior canzone pop per Don't Wanna Know (con Maroon 5)
- UK Music Video Awards
  - 2015 - Video dell'anno per Alright[48]
  - 2015 - Miglior video urban - internazionale per Alright
  - 2015 - Miglior fotografia per Alright
  - 2015 - Miglio video di musica alternativa per Never Catch Me (con Flying Lotus)
  - 2015 - Candidatura come Best Choreography in a Video per Never Catch Me (con Flying Lotus)
  - 2015 - Candidatura come miglior artista
  - 2017 - Miglior artista[49]
  - 2017 - Candidatura come Miglior video urban - internazionale per Humble
  - 2017 - Candidatura come Vevo MUST SEE Award per Humble
  - 2017 - Candidatura come Miglior design in un video per Humble
  - 2017 - Candidatura come miglior video urban - internazionale per Element
  - 2017 - Candidatura come miglior stile in un video per Element
  - 2017 - Candidatura come miglior fotografia per Element